# Closet Monster
Pour plus de détails, voir Fiche technique et Distribution.
Closet Monster ou Un monstre dans le placard au Québec est un film dramatique canadien écrit et réalisé par Stephen Dunn, sorti en 2015.
Il est sélectionné dans la catégorie « Discovery » et projeté en avant-première mondiale au Festival international du film de Toronto en septembre 2015, où il récolte le prix du meilleur film canadien.

## Synopsis
Oscar, un jeune homme de dix-huit ans, vit depuis l'enfance traumatisé par le divorce de ses parents et la violente agression d'un jeune garçon homosexuel de 16 ans dont il a été témoin. Il a pour ami un hamster avec qui il dialogue en imagination, ce qui l'aide à survivre. À l'occasion de son premier emploi, Oscar fait la connaissance d'un séduisant collègue à qui il aimerait avouer ses sentiments. Son périple dans l'exploration de son identité sexuelle créera des tensions avec ses parents.

## Fiche technique
- Titre original : Closet Monster
- Titre québécois : Un monstre dans le placard
- Réalisation : Stephen Dunn
- Scénario : Stephen Dunn
- Direction artistique : Lisa Soper
- Costumes : Melanie Oates
- Photographie : Bobby Shore
- Montage : Bryan Atkinson
- Musique : Maya Postepski et Todor Kobakov
- Production : Fraser Ash, Kevin Krikst et Edward J. Martin
- Sociétés de production : Rhombus Media et Best Boy Entertainment
- Société de distribution : Elevation Pictures (Canada) ; Remstar (Québec)
- Pays d'origine :  Canada
- Langue originale : anglais
- Format : couleur
- Gene : drame
- Durée : 90 minutes
- Dates de sortie :
  - Canada : 13 septembre 2015 (Festival international du film de Toronto) ; 15 juillet 2015 (Toronto) ; 19 juillet 2015[1] (Canada)
  - Québec : 29 juillet 2016[2]
  - France : 13 décembre 2017

## Distribution
- Connor Jessup : Oscar Madly
- Aaron Abrams : Peter Madly
- Joanne Kelly : Brin Madly
- Aliocha Schneider : Wilder
- Sofia Banzhaf (en) : Gemma
- Jack Fulton : Oscar, jeune
- Mary Walsh : Allison
- Isabella Rossellini : Buffy, le hamster (voix)[3]
- Jonathan Watton : Larry

## Production

### Genèse et développement
Closet Monster est le premier long-métrage du réalisateur-scénariste, qui s'inspire de sa propre adolescence à Saint-Jean de Terre-Neuve (Terre-Neuve-et-Labrador) au cours de laquelle l'évocation répétée de crimes haineux contre les homosexuels eut une forte incidence sur lui, sur son coming out et sur ses rapports avec l'homophobie intériorisée. Le réalisateur se souvient être conscient qu'il était différent et qu'automatiquement cela faisait de lui une personne en danger. Sa peur a provoqué la création de ce film. Bien que le film soit inspiré des expériences personnelles du réalisateur, celui-ci n'est pas autobiographique. 

### Scénarios
L'écriture du scénario est assez rapide, selon Stephen Dunn. Il a toujours une idée assez précise par rapport à la façon de raconter cette histoire alors l'écriture a duré entre huit mois et un an avant le tournage du film.

### Tournage
Sous la production des Rhombus Media et Best Boy Entertainment, le réalisateur-scénariste et son équipe du tournage filment entièrement à Saint-Jean de Terre-Neuve dans la Terre-Neuve-et-Labrador — ville d'enfance du réalisateur, ainsi que des prises supplémentaires à Fogo Island de la même province tout le long du mois août 2014,. Selon le réalisateur, le tournage de ce premier long métrage est une expérience d'apprentissage très humble et organique. Celui-ci est familiarisé avec tous les acteurs, les membres de l'équipe technique ainsi que les lieux de tournage ce qui a facilité la coordination du tournage.

## Cinéma Queer
L’homosexualité est sans aucun doute une thématique bien présente dans ce film. Oscar, le personnage principal, est un jeune adolescent en pleine quête identitaire. Abandonné par sa mère durant son enfance et encombré d’un père imprévisible et violent, ce jeune homme vit un périple observable dans de nombreux autres films aux thématiques similaires. Dans son article « Mères manquantes and Queer triangulations : Emporte-moi and Lost and Delirious » Lucille Cairns aborde des concepts qui se retrouvent aussi dans film Closet Monster. L’expérience vécue par les différents personnages principaux de ces films est similaire et est un dérivé des mêmes causes. D’abord, Lucille Cairns explique le concept pratiquement constant de mères manquantes des films queer. Elle explique ensuite le principe de triangulation présent dans Emporte-moi (Léa Pool,1999), Lost and Delirious (Léa Pool,2001), principe observable dans Closet Monster et d’autres films queer.
Tout d’abord, tel que Paulie dans Lost and Delirious, Oscar utilise son hamster comme mécanisme d’adaptation à la suite du divorce de ses parents et l’abandon qu’il ressent face à sa mère. Tout au long du film, le hamster est un compagnon important. Bien que le film décrive une expérience humaine très réaliste, il incorpore tout de même des aspects de fantaisies tel le fait que le hamster parle. Paulie quant à elle, utilise aussi l’aigle comme moyen d’échapper à la réalité. Elle a été abandonnée par sa mère et adoptée par des parents qui ne semblent pas lui fournir l’affection dont elle désire. Beaucoup d’autres personnages queer semblent être abandonnés par leur mère. Par exemple, Timmy dans 1:54 (Yan England, 2016) a aussi perdu sa mère d’un cancer lorsqu’il avait une dizaine d’années. Tous ces personnages queer abandonnés par leur mère accentuent le stéréotype.
De plus, dans son article, Lucille Cairns indique le fait que la relation queer de Paulie et Tori n’est que de passage et qu’en vieillissant elles sortiront de cette phase de leur vie et s’intègreront aux normes hétéronormatives de la société (p.107). Contrairement au film Lost and Delirious, Closet Monster ne suggère pas cela. Il est évident qu’Oscar est terrifié par le jugement de la société et de son entourage, et ce justement parce qu’il comprend qu’il ne peut pas changer qui il est.

## Accueil
Sortie internationale
Sélectionné au Festival international du film de Toronto (Canada), Closet Monster y est projeté en avant-première mondiale le 13 septembre 2015, avant sa sortie à Toronto le 15 juillet 2015, puis le 19 juillet 2015 dans tout le Canada, à l'exception du Québec où il n'est diffusé que le 29 juillet 2016.
Le film sort en France le 13 décembre 2017.

## Distinctions

### Récompenses
- Festival international du film d'Atlantic 2015 :
  - Meilleur réalisateur
  - Meilleur scénariste
- Festival international du film de Toronto 2015 : sélection « Discovery » — meilleur film canadien
- Festival international du film gay et lesbien de Miami 2016 :
- Festival international du film « Queer » de Melbourne 2016 : Prix du jury du meilleur film
- Festival FilmOut de San Diego 2016 : Prix du jury du meilleur film
  - Meilleur premier film
  - Meilleur acteur dans un second rôle pour Aaron Abrams
  - Prix du talent exceptionnel et émergent pour Connor Jessup
- International Cinephile Society Awards 2016 : Meilleur film non lancé
- Toronto Inside Out Lesbian and Gay Film and Video Festival 2016 : Meilleur film canadien

### Nominations
- The Joey Awards 2015 : Meilleur acteur dans un second rôle âgé de 7/9 ans Jack Fulton
- Canadian Cinema Editors Awards 2016 : Meilleur montage du film pour Bryan Atkinson
- Festival international du film d'Athènes 2016 : Athènes d'or du meilleur film
- Festival international du film de Cleveland 2016 : Compétition de la nouvelle réalisation
- Festival international du film de Sydney 2016 : Prix du public du meilleur film
- Gay and Lesbian Entertainment Critics Association 2017 : Prix Dorian du Film LGBTQ de l'année